# Itabashi
Itabashi (板橋区?, Itabashi-ku) è uno dei 23 quartieri speciali di Tokyo situato lungo il fiume Arakawa, nella parte nord-occidentale di Tokyo in Giappone.

## Storia
Il nome del quartiere significa "ponte di assi" e deriva dalla campata di legno del ponte sul fiume Shakujii che risale al periodo Heian. A quel tempo i ponti di assi di legno erano estremamente rari e si ritiene che questo abbia dato il nome al quartiere. Nel periodo Edo, la Nakasendō attraversava Shimo Itabashi, quindi il nome finì per riferirsi a quel luogo. Itabashi era una delle quattro città di posta di Edo e vi alloggiavano i viaggiatori da e per la capitale dello shogunato. Il dominio dei Kaga vi aveva una villa. Lo shogunato manteneva a Itabashi il campo di esecuzione di Itabashi.
Il 1º ottobre 1932, nove piccole città (machi) e villaggi (mura) in quella che allora era Kitatoshima-gun, nella prefettura di Tokyo, furono annessi alla Città di Tokyo e uniti per formare il distretto di Itabashi. Il 1 luglio 1943, a causa dell'implementazione del sistema metropolitano di Tokyo (東京都制?, Tōkyō-tosei), la Prefettura di Tokyo e la Città di Tokyo vengono fuse per formare la metropoli di Tokyo, e Itabashi diventa un quartiere di Tokyo. Il 3 maggio 1947 divenne uno degli allora 22 quartieri speciali (tokubetsu-ku). Il 1 agosto dello stesso anno, le località di Nerima, Kami-Nerima, Naka-Arai, Shakujii e Ōizumi furono separate da Itabashi per creare il quartiere di Nerima.

## Geografia
Itabashi si trova al confine tra l'estremità settentrionale dell'altopiano di Musashino e la pianura del Kantō, con la parte settentrionale pianeggiante e la parte meridionale altopiano.  Il fiume Arakawa, fa da confine con la prefettura di Saitama, sulla sponda opposta si trovano le città di Wakō e Toda nella prefettura di Saitama. Si trova nella parte nord-occidentale di Tokyo tra Nerima a ovest e Kita a est. A sud di Itabashi si trova il quartiere di Toshima. A sud, il fiume Shakujii attraversa il distretto.
Il centro del distretto è un quartiere degli affari, mentre nel nord ci sono insediamenti industriali.

## Istruzione
Quattro università hanno campus a Itabashi. La Tokyo Kasei University, la Teikyō University, la Daitō Bunka University e il college di medicina dell'Università Nihon.

## Punti di interesse
- Giardino botanico di Akatsuka
- Giardino Botanico Itabashi
- Tempio Jorenji e Daibutsu di Tokyo
- Parco Jōhoku-Chūō

## Quartieri
Akatsuka Area
- Akatsuka
- Akatsukashin
- Daimon
- Misono
- Narimasu
- Shingashi
- Takashimadaira
- Tokumaru
- Yotsuba

Itabashi Area
- Chūmaru
- Fujimi
- Futaba
- Hikawa
- Honchō
- Inaridai
- Itabashi
- Kaga
- Kumano
- Minami
- Nakaitabashi
- Nakajuku
- Naka
- Ōyamachō
- Ōyamahigashi
- Ōyamakanai
- Ōyamanishi
- Saiwai
- Sakae
- Yamato

Kamiitabashi Area
- Higashishin
- Higashiyama
- Kamiitabashi
- Komone
- Minamitokiwadai
- Mukaihara
- Ōyaguchi
- Ōyaguchikami
- Ōyaguchikita
- Sakuragawa
- Tokiwadai
- Yayoi

Shimura Area
- Aioi
- Azusawa
- Funado
- Hasune
- Hasunuma
- Izumi
- Maeno
- Miyamoto
- Nakadai
- Nishidai
- Ōhara
- Sakashita
- Sakogi
- Shimizu
- Shimura
- Shingashi
- Takashimadaira
- Wakaki

## Trasporti

### Ferrovia
- JR East
  - Linea Saikyō:
    - Stazione di Itabashi, Stazione di Ukima-Funado.
- Ufficio metropolitano del trasporto di Tokyo
  - Linea Mita:
    - Stazioni Shin-Itabashi, Itabashi Kuyakusho-mae, Itabashi-Honchō, Moto-Hasunuma, Shimura Sakaue, Shimura-Sanchōme, Hasune, Nishidai, Takashimadaira, Shin-Takashimadaira, Nishi-Takashimadaira.
- Tokyo Metro
  - Linea Yūrakuchō
    - Stazione di Kotake-Mukaihara, Stazione Chikatetsu-Akatsuka.

  - Linea Fukutoshin
    - Stazione di Kotake-Mukaihara, Stazione Chikatetsu-Akatsuka.
- Ferrovie Seibu
  - Linea Seibu Yūrakuchō
    - Stazione di Kotake-Mukaihara
- Ferrovie Tōbu
  - Linea Tōbu Tōjō
    - Stazioni di Ōyama, Naka-Itabashi, Tokiwadai, Kami-Itabashi, Tōbu-Nerima, Shimo-Akatsuka, Narimasu.

Alcune di queste stazioni si trovano a cavallo dei confini con altri quartieri o sono raggiungibili a piedi da Itabashi, alcune stazioni si trovano nei quartieri vicini. La stazione di Shimo-Itabashi è a Toshima, la stazione di Kotake-Mukaihara e la stazione della metropolitana di Akatsuka sono a Nerima, la stazione di Ukima-Funado è in realtà a Kita.

### Autostrade
- Autostrada Shuto
  - Autostrada Shuto No. 5 Linea Ikebukuro
  - Percorso circolare centrale C2

## Città gemellate
- Distretto di Shijingshan, Pechino, Cina.
- Bologna, Italia.
- Burlington, Ontario, Canada.